# Заберёзье (Смоленская область)
Заберёзье — деревня в Духовщинском районе Смоленской области России. Входит в состав Булгаковского сельского поселения. Население — 32 жителя (2007 год).
Расположена в северной части области в 2 км к северу от Духовщины, в 1 км восточнее автодороги Р136 Смоленск — Нелидово, на берегу реки Берёза. В 25 км юго-восточнее деревни расположена железнодорожная станция Присельская на линии Москва — Минск.

## История
В годы Великой Отечественной войны деревня была оккупирована гитлеровскими войсками в июле 1941 года, освобождена в сентябре 1943 года.